# Kostarická hymna
Hymna Kostariky je píseň Noble patria, tu hermosa bandera (česky Vznešená vlasti, tvá krásná vlajka). Hymna byla přijata v roce 1853. Hudbu složil Manuel María Gutiérrez, slova napsal José María Zeledón Brenes.

## Text hymny
| Originální znění | Český překlad |
| --- | --- |
| Noble patria tu hermosa bandera Expresión de tu vida nos da: Bajo el límpido azul de tu cielo Blanca y pura descansa la paz. En la lucha tenaz de fecunda labor Que enrojece del hombre la faz, Conquistaron tus hijos, labriegos sencillos, Eterno prestigio, estima y honor, eterno prestigio, estima y honor. ¡Salve oh tierra gentil! ¡Salve oh madre de amor! Cuando alguno pretenda tu gloria manchar, Verás a tu pueblo, valiente y viril La tosca herramienta en arma trocar. ¡Salve patria! tu pródigo suelo Dulce abrigo y sustento nos da; Bajo el límpido azul de tu cielo ¡Vivan siempre el trabajo y la paz! | Vznešená vlasti, tvoje krasná vlajka je pro nás důkazem tvého života: Pod čistým, modrým nebem bílý a neposkvrněny, mír vládne. V neústupném boji úrodné práce co červená mužovi líce, tvé děti, prostí rolníci, dobyli věčně dobrou pověst, úctu a čest, věčně dobrou pověst, úctu a čest. Pozdravena buď, půdo úrodná! Pozdravena buď, milující matko! Pokud bude chtít někdo tvou čest poskvrnit, uvidíš svůj lid, statečný a mužný pracovní náčiní za zbraň vyměnit. Sláva ti, vlasti! Tvá štědrá půda sladké přistřeší a obživu nám dává pod čistým, modrým nebem navždy ať žije práce a mír! |